# Komikerduo

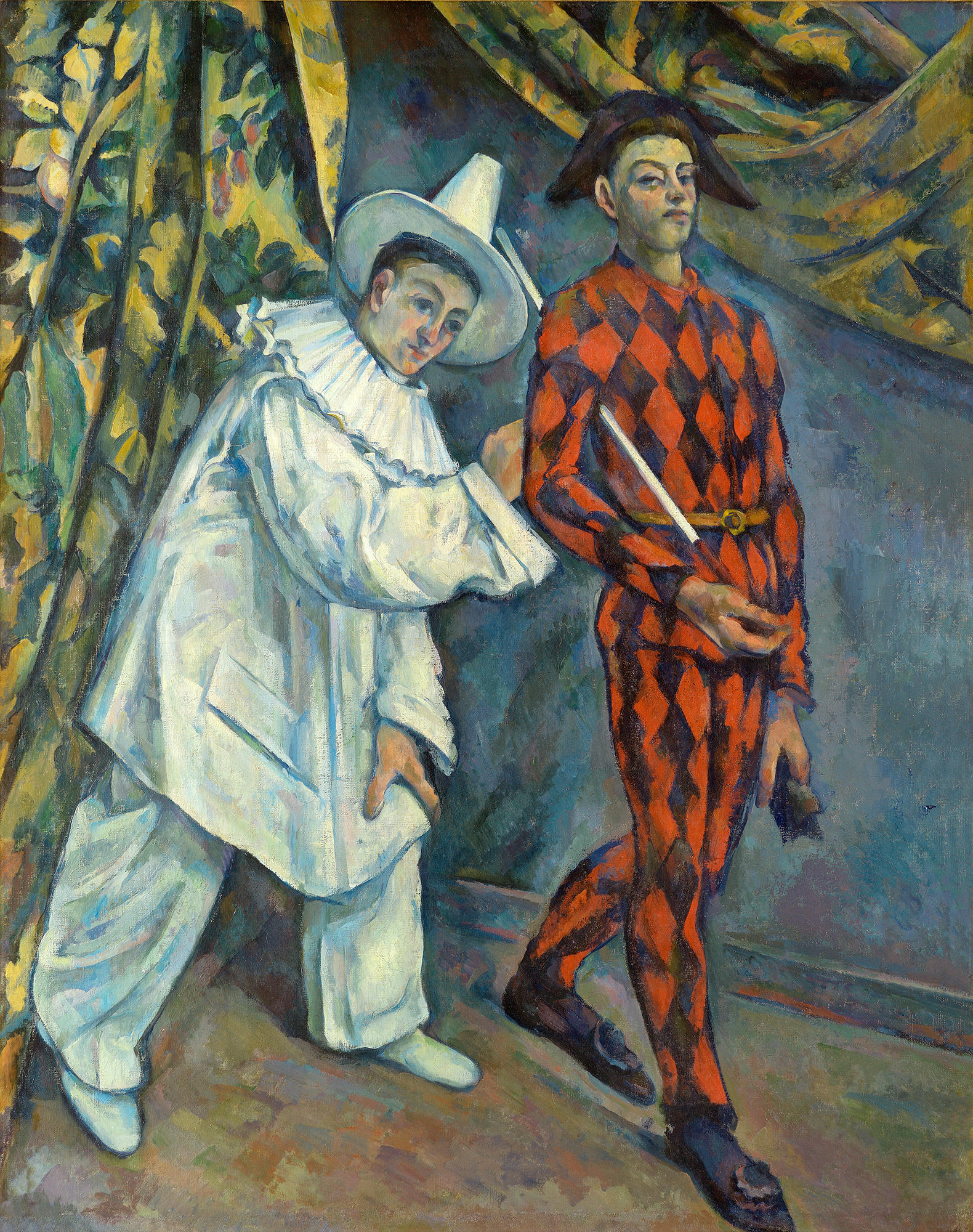
Paul Cézanne: Pierrot und Harlekin (Mardi Gras – Fastnacht), 1888

Ein Komikerduo ist eine Figurenkonstellation beim Film, im Zirkus, am Theater oder im Kabarett, bei der zwei Schauspieler als komisches Paar auftreten.

## Allgemeines
Die beiden Partner eines Komikerduos sind meist verschieden in Temperament und Verhalten, ihre Komik wird in der Regel noch durch gegensätzliche Physiognomie (groß/klein), Intelligenz (schlau/dumm) oder Charaktereigenschaften (gut/böse) bestimmt. Oft geht es zwischen den beiden Kontrahenten um die Statusfrage der Autorität und um deren Verlust, was auch zu (kurzzeitigem) Rollentausch führen kann. Der Verlierer genießt dabei ebenso die Anerkennung des Publikums, etwa durch einen gelungenen Wortwitz oder eine Sprach-Parade, wie der Überlegene. Das Komikerpaar ist ein sehr traditionsreicher Typus, deren äußerer Kontrast bereits auf das Gefälle zwischen den Figuren schließen lässt: „Zwei Menschen, der eine riesengroß, der andere winzigklein, schreiten Arm in Arm würdevoll daher.“
In der Tradition des Zirkus ist das Komikerduo als Weißclown und dummer August bekannt, wobei der Weißclown die Autorität darstellt, die durch die Tollpatschigkeit des August in Frage gestellt wird. Im Kabarett tritt das Komikerduo als Doppelconférence in Erscheinung. Das bekannteste Filmkomikerpaar bilden Stan Laurel und Oliver Hardy, die ab 1927 als Komikerduo über hundert gemeinsame Filme drehten.

## Zirkus

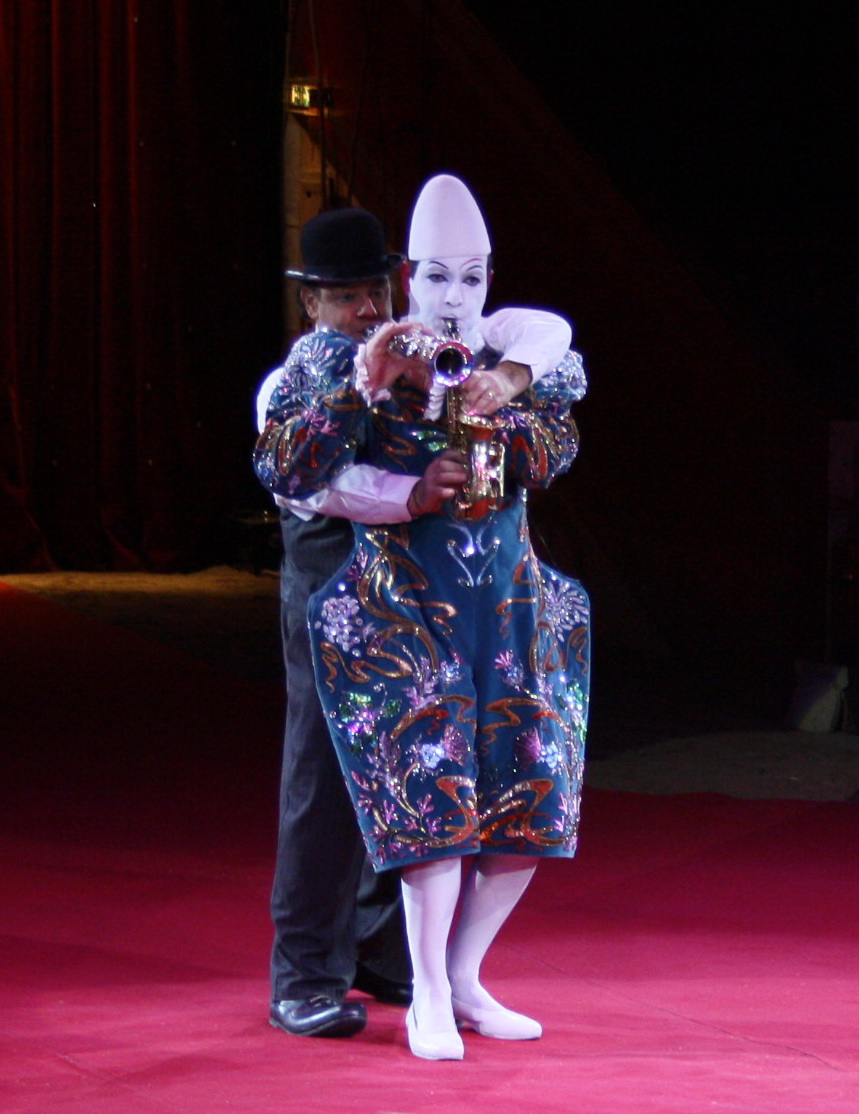
Weißclown und Dummer August: Les Rossyann

Im klassischen Zirkus besteht die Anordnung der zwei kontrastierenden komischen Figuren aus Weißclown und Dummer August, wobei der elegante, blasierte, pseudointellektuelle Weißclown immer versucht, den anderen, dümmeren zu quälen. Und der andere, der Hilflose und angeblich Unterdrückte, schlägt mit noch größerer Gemeinheit zurück.
Entstanden ist dieser Meilenstein in der Entwicklung des modernen Clowns um 1900 im Circus Renz durch Tom Belling, der die Clownsfigur des „Dummen August“ erfand, die ursprünglich nur ein ungelenker Stallbursch war, bekleidet mit schlecht sitzendem, zu engem Anzug, geflickter Hose und übergroßen Schuhen. Dazu gesellte sich der Weißclown in einem kostbaren Kostüm aus Samt und Seide, Pumphosen bis zu den Knien, Seidenstrümpfen, elegante Schuhen, mit einer charakteristischen weißen Gesichtsschminke, Mund und Ohren rot und schwarzen Strichen als Augenbraue. Auf den ersten Blick scheint der dumme August als das schwarze Schaf, als Chaot, Trottel, Zerstörer und Unglücksrabe, während der Weißclown in seinem teuren Anzug die Anmut, Eleganz und Ordnung, kurz die engelhaften, guten Aspekte symbolisiert. Die beiden traten bald als Team auf, das mit seinen Streichen sogar den Direktor (= die Obrigkeit) zum Narren halten durfte.
Der Weißclown geht zurück auf Harlekin, Pierrot und Gracioso, sein Urahne ist der mimus albus, der „weiße Mime“ (Weiß wurde von da an die Gesichtsfarbe der Clowns), der in den antiken Komödien des römischen Theaters die lustige Rolle spielte. Auch der Dumme August geht auf die Antike zurück, der Centunculus (hundert Fleck) trieb auf Märkten und öffentlichen Plätzen seine derben Späße. Er trat in einem bunten Kostüm auf, Hose und Jacke waren aus vielen Fetzen zusammengeflickt, seine komische Wirkung wurde dadurch gesteigert, dass er ohne Schuhe und ohne Haare auftrat. Er besaß damit schon jenen Kahlkopf, der zu einem Erkennungsmerkmal des heutigen „inkompetenten“ Clowns gehört, ebenso wie die überdimensionierten absatzlosen Schuhe, die seinen komischen Gang bewirken. Die Gestik, Mimik und Körperhaltung des inkompetenten Clowns ist reduziert: Seine ganze Erscheinung kündigt ein Scheitern an.
Das bei Renz entwickelte Konzept des immer zerstrittenen Paares von Weißclown und dummen August wird bis heute fast exakt beibehalten und ist von unzähligen Clownsdarstellern in aller Welt übernommen worden. Federico Fellini erklärte den Streit der beiden Clownfiguren folgendermaßen: „Der weiße Clown und der August – es sind Lehrerin und Kind, Mutter und Lausbub, man könnte auch sagen: der Engel mit dem feurigen Schwert und der Sünder.“

## Kabarett
Beim Kabarett tritt das Komikerduo oft in Form der Doppelconference auf, die als „sprachlicher Zweikampf“ aus einem Dialog zwischen zwei Schauspielern besteht, von denen einer die Rolle eines klugen und gebildeten Gesprächspartners einnimmt, während der andere einen begriffsstutzigen Tölpel mimt. Diese Form stammte ursprünglich aus Budapest und wurde in den 1920er-Jahren in Wien von Karl Farkas und Fritz Grünbaum perfektioniert. Farkas trat mit Grünbaum erstmals am 1. November 1922 im Kabarett Simpl in Wien auf, Farkas gab den Gescheiten, Grünbaum den Blöden. Farkas bildete solch ein Komikerduo später auch mit Ernst Waldbrunn („Der G’scheite und der Blöde“) und mit Maxi Böhm. Zunächst war die Doppelconférence mehr Überleitung als eigenständige komische Nummer, die Darsteller sprachen sich auch mit ihrem richtigen Namen an. Nach dem Zweiten Weltkrieg aber, mit Waldbrunn als „Blödem“, entstanden für das Fernsehen Figurenpaare wie Herr Berger und Herr Schöberl, die nicht mehr nur vor dem Vorhang, sondern in Kulissen spielten. Farkas definierte die Doppelconference so: „Eine Doppelconférence ist ein Dialog zwischen einem G’scheiten und einem Blöden, wobei der G’scheite dem Blöden etwas Gescheites möglichst gescheit zu erklären versucht, damit der Blöde möglichst blöde Antworten darauf zu geben imstande ist – mit dem Resultat, dass zum Schluss der Blöde zwar nicht gescheiter, aber dem Gescheiten die Sache zu blöd wird.“

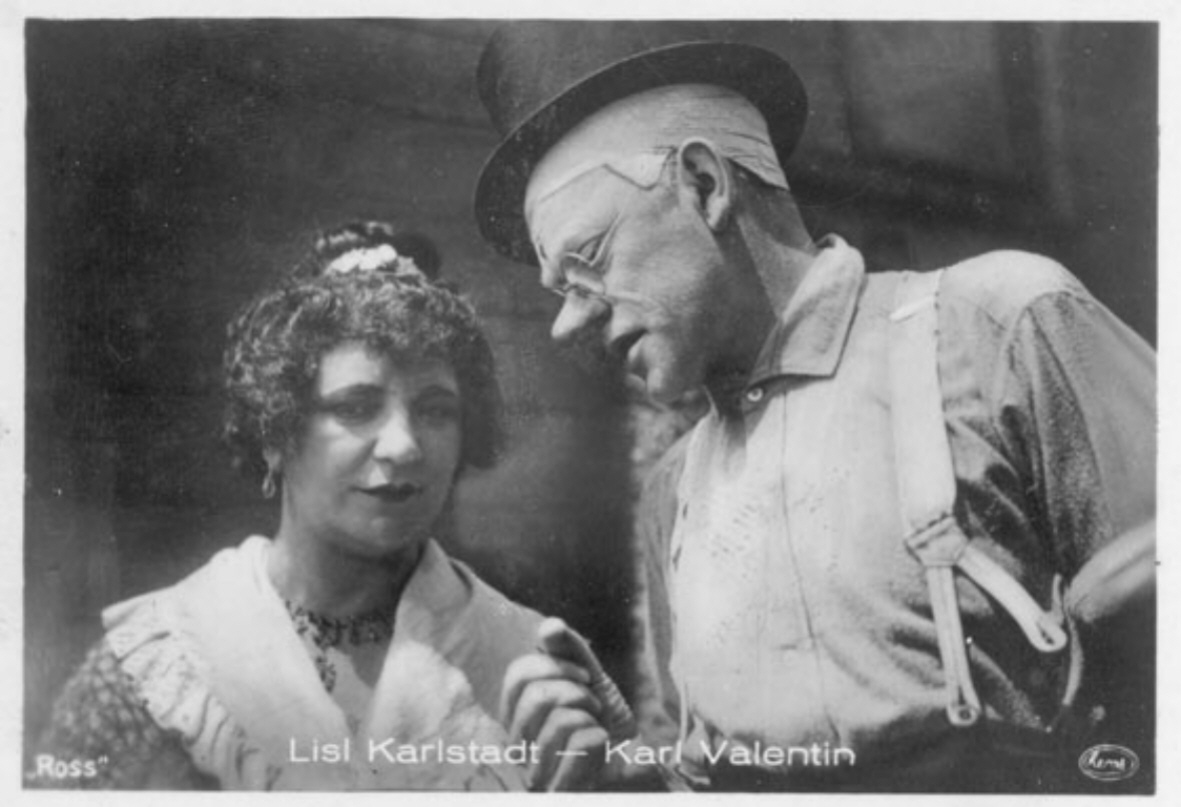
Das Komikerpaar Liesl Karlstadt und Karl Valentin (1933)

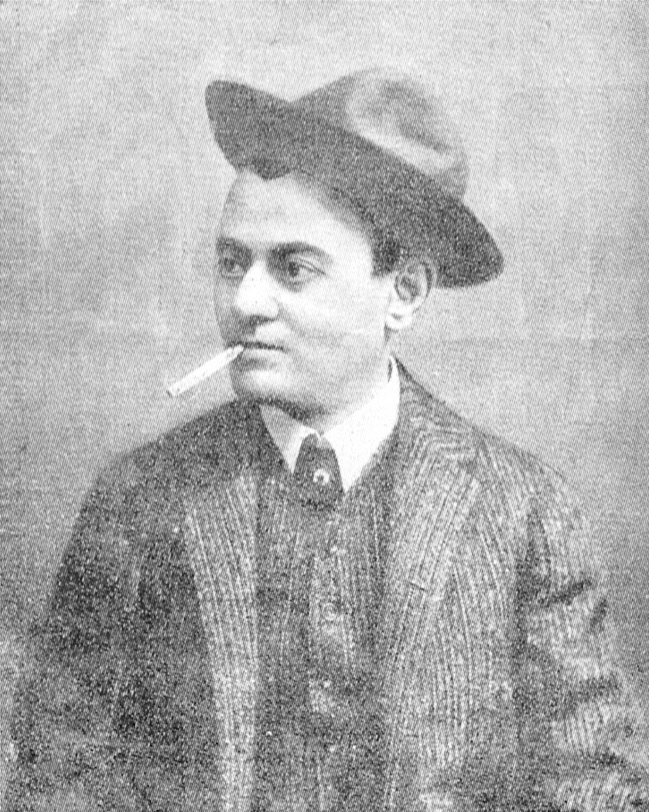
Max Rott am Budapester Orpheum, wo er gemeinsam mit Benjamin Blaß auftrat

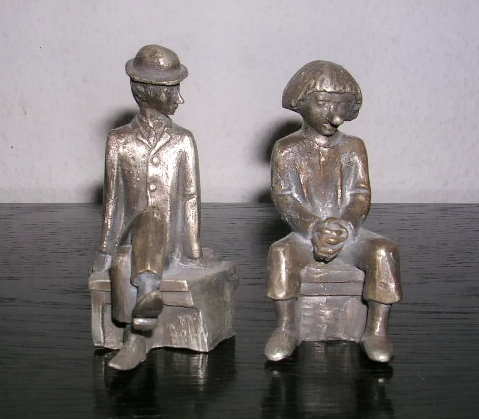
Tünnes und Schäl, Figurengruppe von Heinz Klein-Arendt

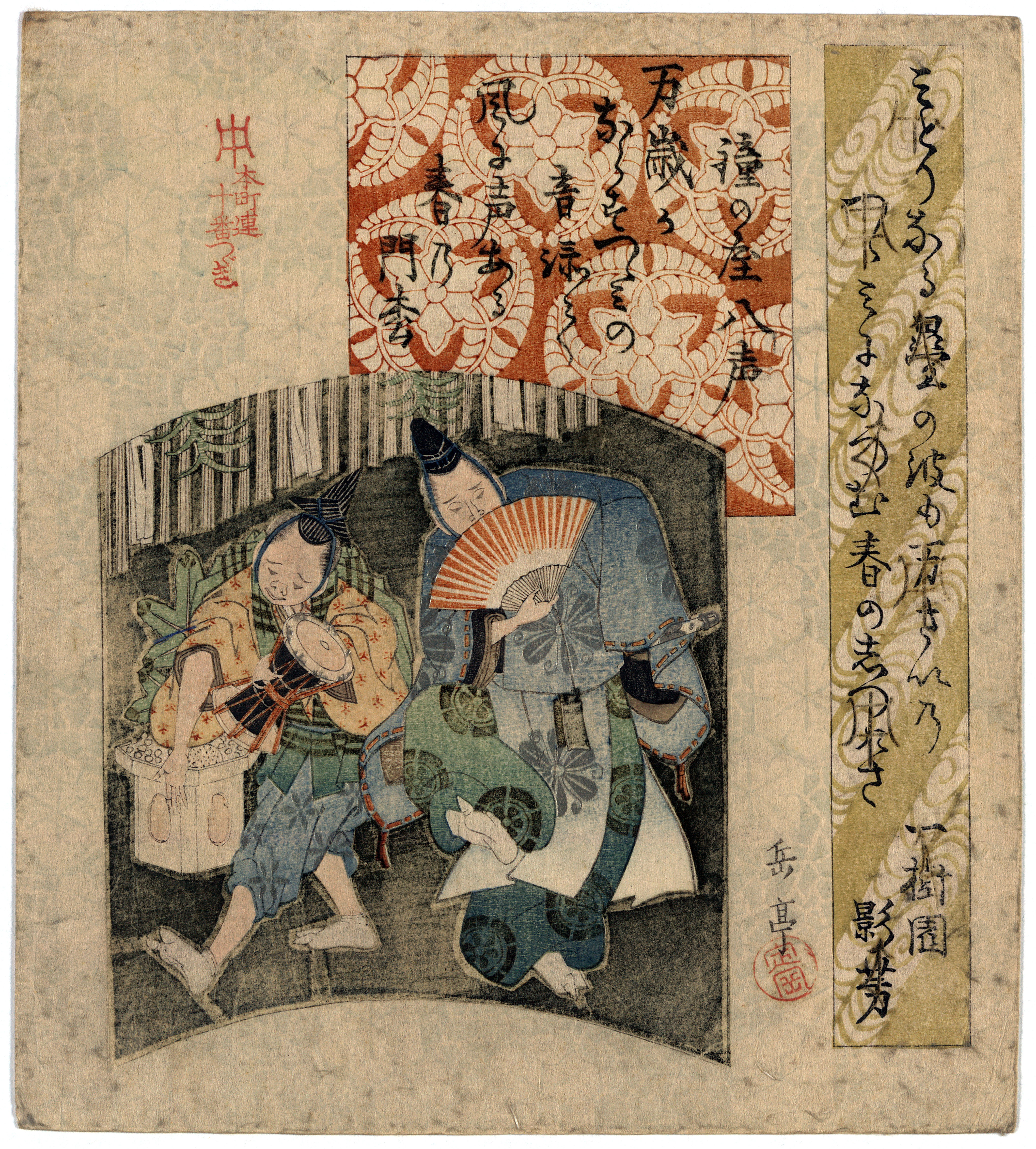
Manzai-Duo (Farbholzdruck von Yajima Gogaku, zwischen 1818 und 1830)

- Bereits der Wiener Volkssänger Johann Baptist Moser (1799–1863) schuf so genannte „Conversationen“, in denen die Typen der „Gescheite“ und der „Dumme“ (oft ergänzt durch den „Frotzler“) aufeinander trafen: Die Conversation im Paradeisgartl (1866), Conversation am Geburtstage, Die beiden Sesselträger (1843), Die Conversation vor dem Versatzamte, und Die Conversation im Glashause (1859).
- Karl Valentin und Liesl Karlstadt waren ab 1911 in einer etwa 25 Jahre dauernden Bühnenpartnerschaft ein kongeniales Paar im Kabarett und beim Film. Valentin war von langer, hagerer Gestalt, die er durch slapstickartige Einlagen betonte, seine scheinbare Unbeholfenheit deckte die Absurditäten der modernen Gesellschaft auf. „Mit unerbittlicher Schärfe des Witzes und absurder Komik durchbohrten sie die Kategorien der Wirklichkeit und nahmen bereits Kategorien des absurden Theaters vorweg“.[11] Liesl Karlstadt war klein und korpulent, schlüpfte durch Verkleidungen in vielfältige Rollen und lieferte die besten Kostproben ihres Talents oft in Hosenrollen. An der Seite von Valentin spielte sie den verschmitzten „Firmling“, den tollpatschigen Gehilfen im Photoatelier und im Theater (Der reparierte Scheinwerfer) wie auch den jovialen „Nervenarzt“, die gestresste Ehefrau (Der Theaterbesuch) und den autoritären Kapellmeister in der Orchesterprobe.[12]
- Max Rott bildete gemeinsam mit Benjamin Blaß das Gesangs- und Komikerduo „Gebrüder Rott“, das mit jüdischer Jargonkomik, die in Jiddisch gefärbtem Wienerisch vorgetragen wurde, im Budapester Orpheum auftrat und später auch in Wien große Popularität erlangten. Als 1899 Benjamin Blaß erkrankte fand Rott Bernhard Liebel als neuen Partner.[13]
- Dzigan und Szumacher (auch: Shumacher), bestand aus Szymon (Shimen) Dzigan (1905–1980) und Jisroel Szumacher (1908–1961), die aus Lodz stammten und in jiddischer Sprache vor dem Zweiten Weltkrieg in Polen spielten und danach in Israel. Sie traten auch im Film Unsere Kinder (Polen 1948) auf, in dem das Komikerduo alle Rollen aus einer Scholem-Alejchem-Geschichte vor Kindern spielen, die den Holocaust als Waisen überlebt haben.[14]
- Wolfgang Neuss bildete mit Wolfgang Müller ab 1949 ein Duo, sie traten als „Die zwei Wolfgangs“ auf. 1950 gingen sie nach West-Berlin, wo sie ein Engagement am Kabarett Die Bonbonniere annahmen. Sie fielen 1955 in Nebenrollen des Musicals Kiss me Kate auf und inszenierten auch eine Parodie auf das Musical namens Schieß mich Tell. Von da an erhielten sie ein Filmangebot nach dem anderen.
- Helmut Qualtinger und Gerhard Bronner bildeten im Wiener Kabarett der 1960er Jahre ein Komikerduo in der Sketch-Reihe „Travnicek“, in der ein „typischer Wiener“ (Qualtinger als verwandte Figur seines „Herrn Karl“) kleinkariert und intolerant über verschiedene Themen wie Urlaub, Weihnachten, Wahl, Ballsaison und Motorisierung räsoniert, die ihm von seinem Freund (Bronner) verlockend vor Augen geführt werden.
- In der DDR bildeten Eberhard Cohrs und sein langjähriger Partner Horst Feuerstein ein  beliebtes Stand-up-Comedy-Duo.
- Cabaret Divertimento ist ein Schweizer Komikerduo, das eine vielfältige und teilweise auch experimentelle Mischung aus Sketches, Dialogen, Gesangseinlagen und Parodien pflegt.
- Die Tadbrothers sind ein deutsch-jüdisches Komikerpaar, bestehend aus den Brüdern Avi und David Toubiana, mit Programmen aus selbstironischem jüdischem Humor, wie „Theatercomedy“.[15]
- Heinz Werner Kraehkamp und Michael Altmann bildeten seit den 1970er Jahren über 30 Jahre lang das kabarettistische Duo „Hartmann und Braun“, in dem Hartmann der feinfühlig-sarkastische Philosoph war und Braun ein Clown von abgründig-penetranter Borniertheit. Die beiden waren auch in F. K. Waechters Kindertheater-Klassiker Schule mit Clowns (Uraufführung 1975) und von 1983 bis 1986 mit Waechters „Kiebich und Dutz“ (Adolf-Grimme-Preis) ein erfolgreiches Komikerduo, in dem Kraehkamp (als ehemaliger Akrobatik-Clown) der beleibte aber agile Motor war, Altmann der zurückhaltende, skeptische Weißclown. Auch in Sean O’Caseys Slapstick-Hommage Das Ende vom Anfang (s. u. Theater) standen Kraehkamp und Altmann zwölf Jahre lang als Komikerduo auf der Bühne.
- Muckenstruntz & Bamschabl war ein österreichisches Komikerduo, bestehend aus Peter Traxler und Wolfgang Katzer, das sich 1975 bei der ORF-Jugendsendung „Spotlight“ kennenlernte und ab 1976 als „One and a half Man Show“ gemeinsam auftrat. Markant war ihre unterschiedliche Körpergröße von 1,56 bzw. 1,98 m („Der kleine Mucki und der lange Schabl“) und ihr Auftreten im schwarzen Frack. Das Duo war bis zum Tode Traxlers 2011 aktiv.
- Werner Schneyder und Dieter Hildebrandt gründeten 1974 ein Kabarett-Duo mit fünf Programme in acht Jahren. 1982 trennte sich das Paar, um sich 1984 für ein kabarettgeschichtlich bedeutsames Gastspiel in der DDR (Zugabe Leipzig) noch einmal zu formieren. Als Bühnenschauspieler traten die beiden in Neil Simons Sonny Boys (s. u.) als alterndes Show-Duo auf. Gegenüber Roger Willemsen, der die Rolle des naseweisen Intellektuellen gab, trat Hildebrandt später als „moralisch Empörter“ auf.
- Nickelodeon ist ein britisches Comedypaar, bestehend aus Krissie Illing und Mark Britton, die seit 1984 als William & Wilma ein liebenswertes Chaospärchen des skurrilen Entertainments bilden und als „Weltmeister des gekonnten Unsinns“ auftreten. Nach einer jahrelangen Welttournee ließ sich das Duo Anfang der 1990er in Deutschland nieder und spielte die Programme Dinner for Two und Great Lovers in History. Nach einer sechsjährigen Pause startete 2005 eine Neuinszenierung von Great Lovers in History in Hamburg sowie das Christmas Dinner for Two. Seit 2012 sind sie mit Costa del Love auf den Bühnen zu sehen.

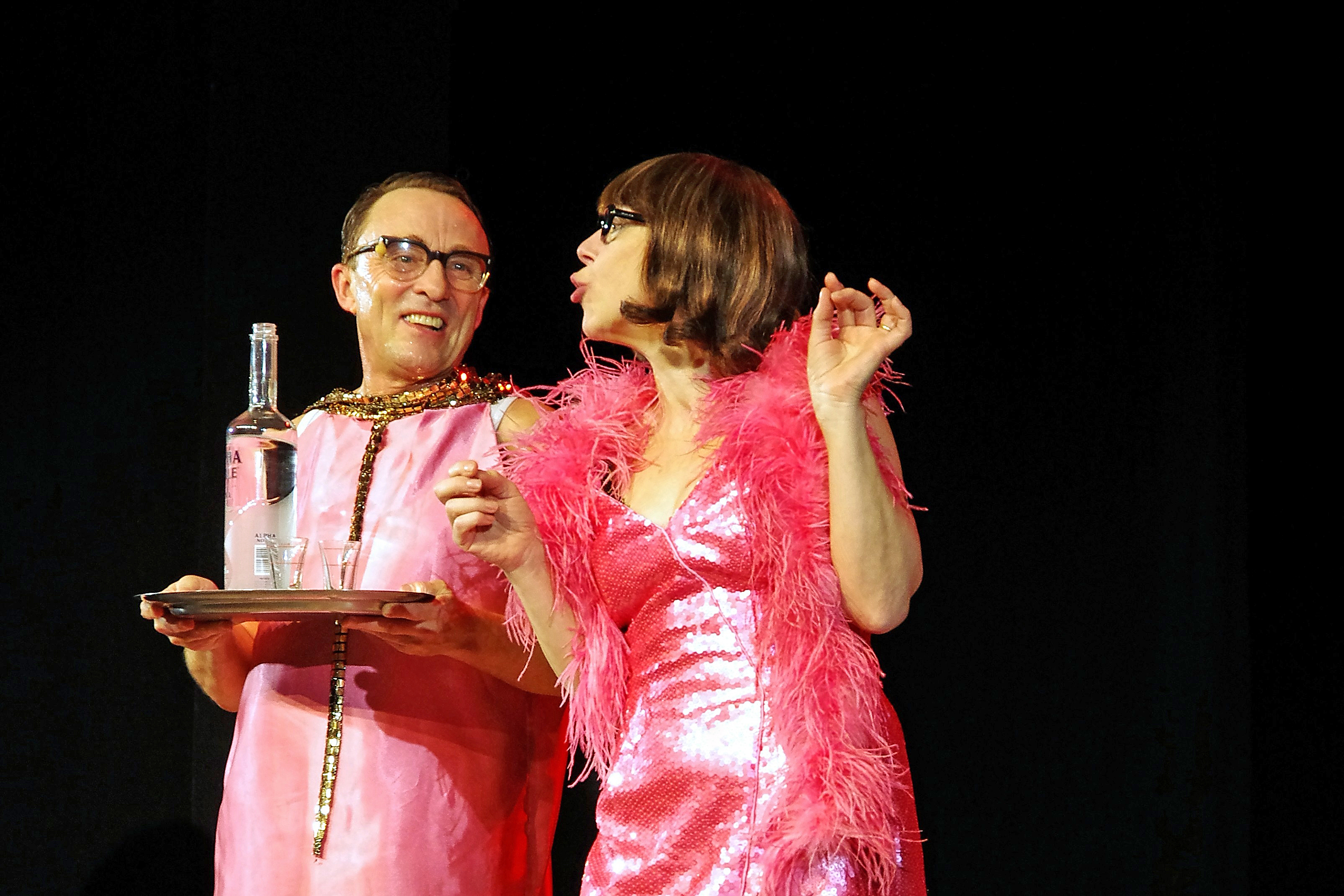
Nickelodeon: Costa del Love 2014

- Kabarett A-Z bezeichnet das Kölner Kabarettduo Corinne Walter und Frank Zollner. Ihre Vorliebe gilt der Darstellung von grotesk überzeichneten Alltagssituationen.[16]
- Ursus & Nadeschkin sind ein 1987 gegründetes Schweizer Komiker- und Kabarett-Duo, bestehend aus Urs Wehrli und Nadja Sieger, die nach sechs abendfüllenden Bühnenproduktionen und einer Saison beim Schweizer Nationalcircus Knie zu den renommiertesten Bühnenpaaren der Schweiz gehören. Ihr Programm ist eine Mischung aus Kabarett, Ausdruckstanz, Akrobatik und Schauspielerei.
- Das Duo Fischbach war ein Schweizer Komiker-Duo, bestand aus Antonia Limacher und Peter Freiburghaus, das ein Ehepaar darstellte (Llilian und Ernst Fischbach), das fast immer im Streit liegt: Fischbachs Weihnacht (1990), Fischbachs Hochzeit (1991), Fischbachs im Knie (1998) oder Türkischer Honig (2005). Ihr erster TV-Auftritt war 1991 in der Sendung „Viktors Programm“.[17]
- Onkel Fisch ist ein deutsches Comedyduo, bestehend aus Adrian Engels und Markus Riedinger. Bekannt wurden ONKeL fISCH durch ihre Radio-Comedysendungen auf 1 Live.
- Herrchens Frauchen ist das Kabarettisten-Paar Lisa Politt und Gunter Schmidt, das politisches Kabarett mit hohem musikalischem Anteil macht.
- Ernst und Heinrich ist ein schwäbisches Duo, bestehend aus Ernst Mantel und Heiner Reiff, das eine Mischung aus Comedy, Liederabend, Kabarett und Parodie aufführt.
- Das Duo Albin Braig und Karlheinz Hartmann führte von 1985 bis 2023 die schwäbische Volkstheater-Sketch-Reihe Hannes und der Bürgermeister auf.
- Zärtlichkeiten mit Freunden ist ein sächsisches Musik-Kabarett-Duo, bestehend aus Christoph Walther (* 1978) alias Cordula Zwischenfisch oder Rico Rohs (Schlagzeug) und Stefan Schramm (* 1979) alias Ines Fleiwa.
- Ulan & Bator ist ein deutsches Theaterduo, bestehend aus den beiden Schauspielern Sebastian Rüger und Frank Smilgies.
- Emmi & Herr Willnowsky sind ein Komiker-Duo, bestehend aus Christoph Dompke (alias Emmi) und Christian Willner (alias Valentin Willnowsky) als erfolglose, alternde Kammersängerin und mittelloser Pianist und Komponist aus der ehemaligen Sowjetunion, das im deutschsprachigen Raum durch Bühnen- und Fernsehauftritte bekannt ist.
- Manzai ist eine japanische Variante der Doppelconférence, die in Kansai und seinem regionalen Dialekt beheimatet ist, bei der zwei Komödianten in hohem Tempo Witze erzählen und Sketche aufführen. Die beiden Kontrahenten nehmen sich gegenseitig „auf den Arm“, wobei die Rollen des etwas verrückteren, Pointen initiierenden Boke und des ausgestaltenden, Widerspruch gebenden Tsukkomi fest verteilt sind.
- Komikerduo bestehen nicht immer aus zwei Schauspielern oder Clowns, sondern können auch aus Menschen und Tieren bestehen. Beispiele dafür sind Clown Karandasch mit seinem Hund oder Clown Oleg Konstantinowitsch Popow mit seinem Hund; auch im Fernsehen bei CBS gab es eine Comedy-Serie mit einem sprechenden Pferd und dessen Besitzer als Partner Mr. Ed, sowie das Komikerduo auf sechs Beinen, Florin und Cato. Als Zeichentrickfiguren erlangten Tom und Jerry Weltruhm.
- Die österreichischen Kabarettisten Josef Hader und Alfred Dorfer traten lange als Kabarettistenduo auf, ihr Programm „Indien“ wurde 1993 von Paul Harather verfilmt.
- Ohne Rolf ist ein Schweizer Kabarettduo, bestehend aus den Luzerner Kabarettisten Christof Wolfisberg und Jonas Anderhub, die gemeinsam für die Texte und die Ausführung verantwortlich zeichnen. Bei ihren Auftritten blättern sie in Plakaten, auf denen Wörter und Sätze vorgedruckt sind. Ohne Rolf touren mit ihren auch auf Englisch und Französisch gestalteten Programmen in der Schweiz, Deutschland, Österreich und Südtirol.[18]
- Theo Hitzig und Bruno Gschwind (Christian Höhener und Peter Winkler) prägten als „der schnelle Lange und der langsame Kleine“ die Tournee 2007 des Circus Knie, bevor sie sich als Komikerduo Lapsus selbstständig machten.[19]
- Auch die beiden legendären Figuren Tünnes und Schäl aus dem Hänneschen-Puppentheater der Stadt Köln können als Komikerduo bezeichnet werden, wobei Tünnes ein knollennasiger, rustikaler Typ mit friedlichem Gemüt und einer gewissen Bauernschläue ist und Schäls Figur schlanker ist und stets einen Frack trägt. Sein Charakter wird schlitzohrig, listig und sogar hinterhältig dargestellt.
- In China gibt es die Tradition des Xiangsheng als komödiantischer Dialog zwischen zwei Darstellern.

## Film und Fernsehen

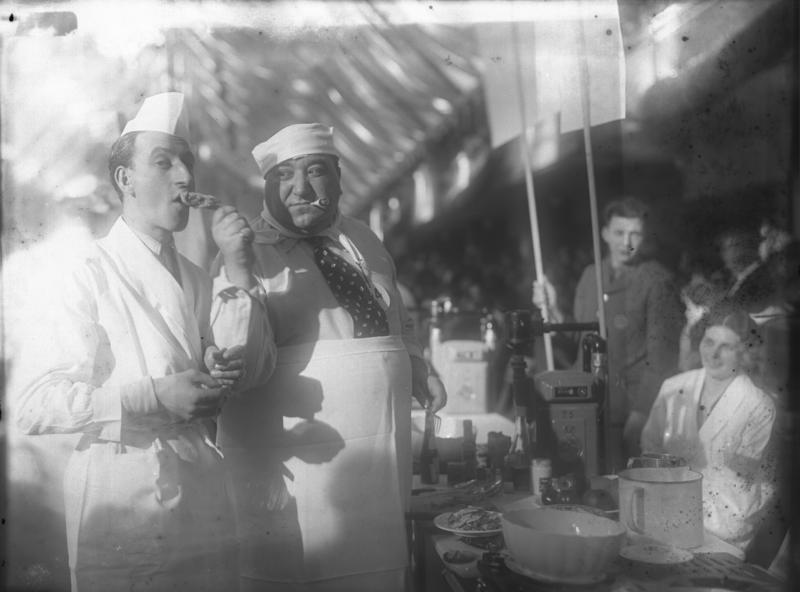
Das Komikerduo Siegfried Arno und Kurt Gerron 1931 bei einer Kochausstellung

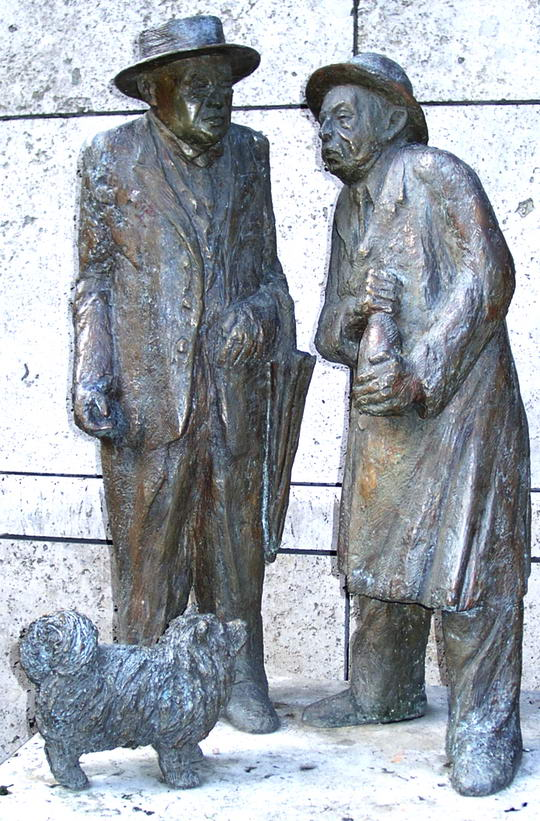
Oscar Heiler und Willy Reichert als Häberle und Pfleiderer am Friedrichsbau-Theater in Stuttgart

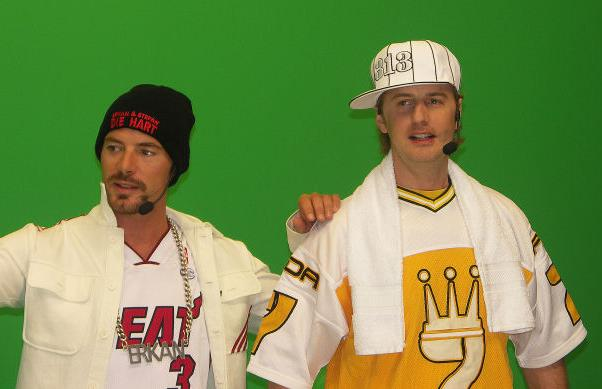
Das Duo Erkan und Stefan auf der Funkausstellung Berlin 2006

### Deutschland und Österreich
- Cocl & Seff waren das erste Slapstickduo der Filmgeschichte. Ab 1914 traten die beiden Wiener Komiker, die bürgerlich Rudolf Walter (Cocl) und Josef Holub (Seff) hießen, gemeinsam in zahlreichen österreichischen Stummfilmen auf. Das Kernelement ihrer Komik, ein Dicker und ein Dünner mit jeweils nur geringer Intelligenz, wurde später unter anderem durch Laurel & Hardy, Pat & Patachon sowie Siegfried Arno und Kurt Gerron übernommen und weltberühmt.[20]
- Walter Riml und Gustav (Guzzi) Lantschner galten als „deutsche Antwort“ auf das dänische Komikerduo Pat & Patachon. Lantschner war österreichischer Skirennläufer, in Der weisse Rausch (1931) spielte er gemeinsam mit Riml (ein baumlanger Tiroler Skifahrer und Kameramann) das Hamburger Zimmermannspaar Tietje und Fietje, das auf die jüdischen Vaudevillekünstler Gebrüder Wolf (als Tetje und Fietje) zurückgeht. Der Filmerfolg führte zu weiteren gemeinsamen Rollen in Abenteuer im Engadin (1932) und in dem teilweise in Grönland gedrehten Film Nordpol – Ahoi! (1934) sowie sogar zum Angebot für einen 2-Jahres-Vertrag der Universal-Film nach Hollywood.[21]
- Siegfried Arno, groß, schlaksig und mit einer ausgeprägten Nase, bildete mehrfach ein Komikerduo mit dem korpulenten Kurt Gerron.[22] Als „Beef und Steak“ kreierten sie unter anderem die deutschen Stummfilm-Grotesken Wir halten fest und treu zusammen (1929) und Aufruhr im Junggesellenheim (1929). Durch das Aufkommen des Tonfilms und die Flucht aus Nazi-Deutschland fand die Zusammenarbeit keine Fortsetzung.[23]
- Willy Reichert und Oscar Heiler erfanden 1931 die Kunstfiguren „Häberle und Pfleiderer“. Bis in die 1940er Jahre hatte das Komikerduo mit diesen schwäbischen Figuren auf den Varietébühnen Süddeutschlands großen Erfolg. Nach Kriegsende wurden die beiden durch regelmäßige Rundfunk- und Fernsehsendungen populär und wurden für Stuttgart das „Komikerpaar des Jahrhunderts“. Ihr letzter Auftritt war 1972.[24]
- Hans Moser und Paul Hörbiger traten in zahlreichen österreichischen Filmen als typisch Wiener Komikerduo auf (Schrammeln 1944, Hallo Dienstmann 1952, Ober zahlen 1957, Hallo Taxi 1958), wobei Moser der „grantelnde“ (missgelaunte, unzufriedene) Part war und Hörbiger der verständige, geduldige, Konsens-suchende Freund. Moser bildete auch im Zusammenspiel mit deutschen Komikern wie Heinz Rühmann (Dreizehn Stühle, 1938) oder Theo Lingen (Die unruhigen Mädchen 1938, Es leuchten die Sterne 1938, Opernball 1939, Wiener Blut 1942, Der Theodor im Fußballtor 1950, Jetzt schlägt’s 13 1950) ein kontrastreiches Duo, in dem Wiener Gemütlichkeit und deutscher Humor einander ergänzten bzw. bekämpften.
- Rudi Carrell und Ilja Richter waren in verschiedenen deutschen Schlagerfilmen und Komödien der 1970er Jahre ein Duo wie Tante Trude aus Buxtehude oder Wenn die tollen Tanten kommen.[25]
- Herricht & Preil waren das beliebteste Komikerduo in der DDR der 1950er und 1960er Jahre, gebildet von Rolf Herricht und Hans-Joachim Preil, wobei Preil dabei die belehrende Rolle übernahm und Herricht den Naiven spielte, dessen empörter Einwurf „Aber, Herr Preil!“ legendär wurde. Herricht bildete auch eine Partnerschaft mit Helga Hahnemann in den Maxe-Baumann-Fernseh-Spielen und bei Ein Kessel Buntes.
- Heißmann und Rassau sind ein Fürther Komikerduo, das die Kinokomödie 6 auf See drehte.

Die aus Kabarett und Slapstickfilmen etablierte Personenkonstellation des Komikerduos wurde auch vom Fernsehen aufgegriffen und wechselte seit den 1980er Jahren in der Zusammensetzung.
- Didi Hallervorden und Rotraud Schindler in der Comedy-Serie Nonstop Nonsens (1975–1980). Aber auch in späteren Serien wie 1985 in Didi – Der Untermieter (zusammen mit Tochter Nathalie Hallervorden) oder 1989 in Die Didi-Show.
- Diether Krebs und Beatrice Richter (später Iris Berben) waren von 1984 bis 1987 Komik-Partner in der deutschen Comedy-Serie „SketchUp“. Zuvor waren sie auch in den Sketch-Sequenzen von Rudis Tagesshow zusammen zu sehen.
- Ingrid Steeger und Elisabeth Volkmann bildeten 1973–1979 als frühreifes Früchtchen und überkandidelte Mutter in der innovativen TV –Serie „Klimbim“ ein weibliches Komikerduo.
- Harald und Eddi war eine Sketch-Serie im Ersten mit den beiden Hauptdarstellern Harald Juhnke und Eddi Arent mit insgesamt 24 Folgen, die von 1987 bis 1989 entstanden. Die Sketche, welche jeweils weniger als eine Minute bis höchstens wenige Minuten dauerten, beinhalteten in der Regel beide Schauspieler als Hauptpersonen plus einige weitere Nebenrollen. Einige der Sketche stammen ursprünglich aus der britischen Serie The Two Ronnies.[27]
- Harald Schmidt und Herbert Feuerstein waren 1990–1994 in der Fernsehsendung „Schmidteinander“ eine Reverenz an die klassische Formation Weißclown und Dummer August, wobei Schmidt unentwegt gegen Feuerstein stichelte und Feuerstein stoisch einsteckte. Feuersteins Part sollte sich ursprünglich nur auf einen Sidekick beschränken, jemand der einfach nur da sitzt und Stichworte gibt, doch entwickelte sich aus den beiden ein legendäres Komikerduo.[26]
- Diether Krebs und Carry Goossens nahmen sich in ihrer gemeinsamen Comedy-Serie Der Dicke und der Belgier (1998) die belgische Comedy-Serie Gaston und Leo sowie die beißenden Kommentare des Puppen-Duos Statler und Waldorf aus der Muppet Show zum Vorbild, indem sie zwei betrunkene Obdachlose mimten, die zum Episoden-Schluss sarkastische Kommentare zu ihrer eigenen Show abgaben.
- Loriot und Evelyn Hamann bildeten lange Jahre ein kongeniales Paar im deutschen Fernsehen. Mit unbewegter Miene und hanseatisch-trockenem Humor war Hamann der Gegenpart zu Loriot, etwa als Fräulein Renate im Liebes-Clinch mit ihrem steifen Chef, als Hildegard beim Date mit einem eitlen Verehrer („Bitte sagen Sie jetzt nichts, Hildegard“), dem eine Nudel im Gesicht klebt, oder als Frau Hoppenstedt im Kosakenzipfel und mit dem Jodeldiplom („Da hab ich was in der Hand, wenn die Kinder aus dem Haus sind – da hab ich was Eigenes“). Über die beiden hieß es: „Ein Komiker-Paar schreibt Fernsehgeschichte“.[28] Sie traten auch in den erfolgreichen Kinofilmen Ödipussi (1988) und Pappa ante portas (1991) gemeinsam auf.
- Hugo Egon Balder und Hella von Sinnen wurden in der Sendung Alles Nichts Oder?! als populäres Duo etabliert. Später waren sie auch in der Sendung Genial daneben zusammen zu sehen und moderierten zusammen diverse weitere Sat.1-Sendungen wie Promi ärgere dich nicht und Jetzt wird eingelocht.
- Badesalz ist ein hessisches Komikerduo, die seit 1982 eigene Sketch-Shows im Fernsehen hatten (Och Joh (1990), Das Erste), Comedy-Stories (1999–2000, Sat.1) und seit 2007 auch beim Sender Comedy Central.
- Mundstuhl ist ein Comedy-Duo aus Frankfurt am Main, bestehend aus den Komikern Lars Niedereichholz (* 1968) und Ande Werner (* 1969). Die beiden wurden vor allem durch die Kanak Sprak sprechenden Figuren Dragan und Alder bekannt. 2007 hatten sie ihre eigene, nach ihnen benannte Sendung auf Comedy Central.
- Erkan und Stefan sind ein Komikerduo, bestehend aus den unter Pseudonym auftretenden deutschen Komikern John Friedmann aus München und Florian Simbeck aus Ingolstadt, deren Markenzeichen darin besteht, einen künstlichen türkischen Akzent mit dem bairischen Dialekt des Münchner Nordens und englischer Slangsprache zu kombinieren. 2000 erschien ihr Film Erkan & Stefan.
- Stermann & Grissemann sind ein deutsch-österreichisches Satiriker-Duo, bestehend aus Dirk Stermann und Christoph Grissemann, das seit 1991 die Radiosendung Salon Helga betreibt, seit 1999 in eigenen Kabarettprogrammen auf der Bühne zu sehen ist und in der satirischen Neuauflage der ORF-Livesendung Willkommen Österreich in der Donnerstag Nacht auftritt. Im Radio Eins vom RBB plauderten sie regelmäßig am Sonntagnachmittag.
- Die Comedians Sven Nagel und Attik Kargar machten zusammen die Sketch-Comedysendung Kargar trifft den Nagel.
- Dennis Kaupp und Jesko Friedrich arbeiteten bereits in der Satiresendung Extra 3 zusammen und erhielten später ihre eigene Sketch-Comedy-Show Dennis und Jesko.
- Joko und Klaas sind mit ihrem sarkastisch-ironischen Humor eines der beliebtesten Moderatoren- und Entertainment-Duos im aktuellen deutschen Fernsehen.
- Thiel und Boerne, gespielt von Axel Prahl und Jan-Josef Liefers, sind das derzeit beliebteste Tatort-Ermittler-Duo und setzen wesentlich mehr als andere Duos auf komödiantische Elemente, wobei sich der Witz zumeist aus den Unterschieden zwischen dem intellektuell-versnobten Professor Boerne und den wesentlich bodenständiger und trockener auftretenden, aus St. Pauli stammenden Thiel ergibt.

### USA
Besonders im US-amerikanischen Film waren Komikerduos, vorzugsweise von zwei männlichen Darstellern gebildet, schon früh populär. Berühmtestes Beispiel sind die Komiker Stan Laurel und Oliver Hardy, die bereits im Stummfilm mit ihrer Slapstick-Komik reüssierten und danach auch im Tonfilm Erfolge feierten. Viele der bekannten Duos hatten sich bereits auf der Bühne und/oder im Radio etabliert, ehe sie zum Film wechselten. Seltener waren weibliche Duos, unter denen eigentlich nur die Paarung Marie Dressler/Polly Moran, die beide bei MGM unter Vertrag standen, dauerhaften kommerziellen Erfolg hatten.

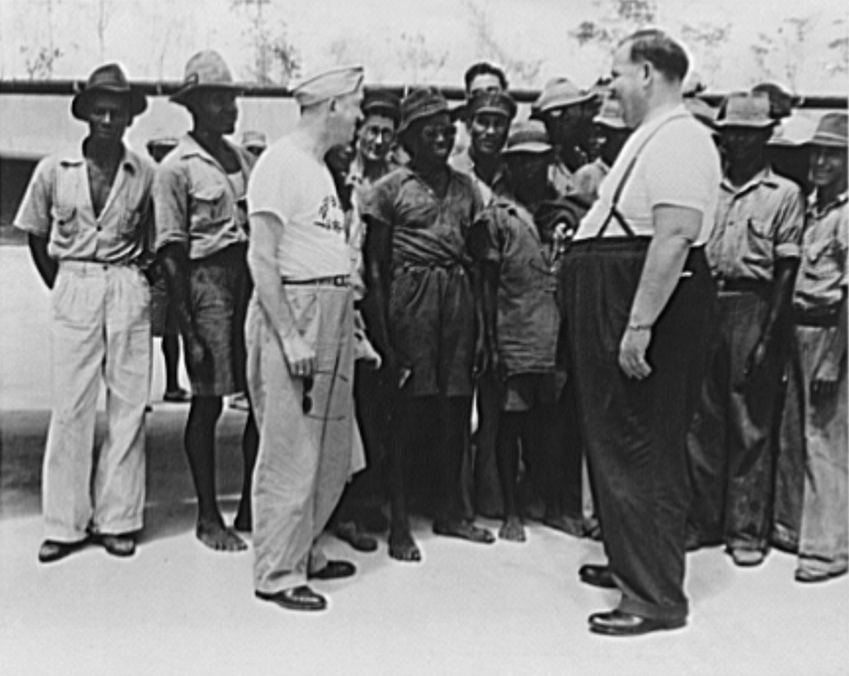
Laurel und Hardy, das berühmteste Komikerduo der Filmgeschichte, 1943

- Laurel und Hardy (Stan Laurel und Oliver Hardy) sind das berühmteste Komikerduo der Filmgeschichte und wurden 1926 zu Partnern. Sie traten zunächst in zahllosen Kurzfilmen für Hal Roach auf, dessen turbulente Slapstick-Komödien zu Welterfolgen wurden, ehe sie 1931 den Sprung zu abendfüllenden Spielfilmen schafften. Der dicke „Ollie“ verkörperte in den Filmen den väterlichen Typ, der oft verzweifelt mit ansehen muss, wie sein Freund „Stan“ eine Katastrophe auslöst. Stan ist der naive und tollpatschige Part. 1939 kam es zu vertraglichen Problemen mit dem Produzenten Hal Roach, weshalb sich Stan Laurel und Oliver Hardy vorerst trennen mussten. 20th Century Fox nahm das Paar wieder unter Vertrag, doch die meisten neuen Produktionen konnten nicht an den Erfolg ihrer früheren Filme anknüpfen. Die beiden produzierten dennoch bis 1952 weiter und drehten zwischen 1927 und 1951 106 Filme.[29] In den deutschen Verleih-Fassungen wurden die beiden fälschlicherweise „Dick und Doof“ genannt.
- Roscoe Arbuckle, der wegen seiner ausladenden Figur den Spitznamen „Fatty“ bekam, bildete in der Stummfilmzeit mehrere Partnerschaften im amerikanischen Slapstick-Genre, vorwiegend mit Buster Keaton (den er 1917 entdeckte), aber auch mit Charlie Chaplin.
- Charlie Chaplin und Buster Keaton traten 1956 in Chaplins Film Rampenlicht, dem einzigen gemeinsamen Auftritt der beiden berühmtesten Stummfilmkomiker in einer Hommage an das Londoner Varieté-Milieu als klassisches Komikerduo der Slapstick-Ära als Violinist (Chaplin) und Pianist (Keaton) auf.
- Polly Moran und Marie Dressler, eines der wenigen weiblichen Komikerpaare, arbeiteten 1927 das erste Mal in einem Film für MGM zusammen, der sie zusammen als Team auf die Leinwand brachte. Meist waren die beiden als Vermieterinnen zu sehen, die sich eigentlich nicht mögen, deren Kinder sich jedoch ineinander verlieben. Ihre gemeinsamen Auftritte waren so populär, dass sie zwischen 1927 und 1932 zehn Filme drehten.
- Olsen und Johnson war ein US-amerikanisches Komikerduo bestehend aus Ole Olsen und Chic Johnson, die ihre gemeinsame Karriere in kleinen Vaudevilleclubs hatten. 1930 wurden sie von Warner Bros. für den Film engagiert. 1938 hatten sie mit der Revue Hellzapoppin ihren größten Erfolg, zunächst am Broadway, 1941 auch als Film.
- Abbott und Costello (Bud Abbott/Lou Costello) traten seit den 1930er-Jahren immer wieder gemeinsam in Shows und auf der Leinwand in der Konstellation straightman/clown auf und gehörten zu den populärsten Filmstars ihrer Zeit. 1938 hatten sie ihren ersten landesweiten Auftritt in der Kate Smith Radio Hour Show und im folgenden Jahr schlossen sie einen Vertrag mit den Universal Studios ab. 1940 drehten sie mit One Night in the Tropics mit ihrer berühmten Nummer Who’s on First? ihren ersten Film und bis 1956 insgesamt 35 gemeinsame Filme, darunter 1948 die Horrorkomödie Abbott and Costello Meet Frankenstein (Abbott und Costello treffen Frankenstein). Das Duo bekam auch eine eigene Fernsehserie (The Abbott and Costello Show), die in den Jahren 1952 und 1953 erstmals ausgestrahlt wurde, sowie mehrere Radioshows. Darüber hinaus fungierten sie in mehreren Folgen der Fernseh-Live-Show The Colgate Comedy Hour als Moderatoren.[30]
- Robert Woolsey und Bert Wheeler hatten Erfolg am Broadway, ehe die beiden für RKO als Wheeler & Woolsey zwischen 1929 und 1937 in 24 gemeinsamen Filmen mit Musik- und Tanzeinlagen auftraten. Die erste gemeinsame Filmproduktion war die Kinoversion von Rio Rita (1929), das Musical, bei dem sie sich 1927 bei Florenz Ziegfeld Jr. kennen gelernt hatten. Während Wheeler den Typus des romantischen Liebhabers verkörperte, agierte Woolsey, der stets mit kreisrunder Brille und Zigarre als Attribute trug, als der komische Part. Erfolgreich wurden die Filme vor allem wegen des schnellen und absurden Wortwitzes des Duos.[31]
- Gracie Allen und George Burns waren ein Komiker-Ehepaar und hatten ihre ersten Erfolge in einer populären Radioshow in den USA, ehe sie ihre Karriere beim Film und im Fernsehen fortsetzten. Gemeinsam drehten sie zwischen 1929 und 1942 25 Komödien und waren von 1950 bis 1958 Stars einer eigenen Sketch-Show mit dem Titel „The George Burns and Gracie Allen Show“. Zudem moderierten sie von 1934 bis 1950 eine erfolgreiche Radioshow.[32]
- Lucille Ball und Desi Arnaz waren eines der seltenen Ehepaare, die als Komikerduo auftraten, mit ihrer Show I Love Lucy schufen sie die erste amerikanische Sitcom, die dieses Genre erfand, und in der Ball als leicht verrückte Ehefrau und Arnaz als ihr Ehemann halb-autobiographisch auftraten. Dieses Übergreifen der Realität in die Fernseh-Fiktion wurde ein typisches Merkmal US-amerikanischer Sitcoms. Auf I Love Lucy (1951–1957) folgten die Fortsetzungen The Lucy-Desi Comedy Hour (1957–1960) und The Lucy Show (1962–1968), die später in Here’s Lucy (1968–1974) umbenannt wurde. Einige Folgen liefen unter dem Titel Hoppla Lucy 1971/72 im ZDF. Eine weitere Fernsehsendung, Life with Lucy, war 1986 nicht mehr erfolgreich.[33]
- Amos and Andy (Freeman Gosden und Charles Correll) spielten ab 1928 in einer Radio-Show in Amerika, die auf den Minstrel acts beruhte, und in der die beiden arme Schwarze darstellten, die von Georgia nach Chicago kommen und Taxifahrer werden.[34]
- Frick und Frack, bestehend aus Werner Groebli und Hans (Hansruedi) Mauch aus Basel, war ein komisches Eiskunstläufer-Paar in den USA der 1930er bis 1950er Jahre, das in Lederhosen und traditionellem „Oktoberfest“-Outfit auftrat, wobei das Duo halsbrecherische akrobatische Tricks auf dem Eis vollführten, wie den komplizierten und höchst schmerzhaften „cantilever spread-eagle“ (ausgestreckter Adler) von Groebli und die berühmten „Gummibeine“ von Mauch, der im Stande war, seine Beine am Eis zu verdrehen und gummiartig zu verbiegen. Sie spielten auch in Filmen wie Silver Skates (1943) und Lady, Let’s Dance (1944).[35]
- Jerry Lewis und Dean Martin konnten bereits auf eine äußerst erfolgreiche Karriere in Nachtclubs und Revuetheatern bauen, als sie 1949 ihr Debüt im Film gaben. Der erste Auftritt war noch als Nebendarsteller, doch bereits mit dem Nachfolgestreifen wurden die beiden Komiker in speziell auf ihre Talente zugeschnittenen Situationen präsentiert. Sie drehten zwischen 1949 und 1956 insgesamt 17 gemeinsame Filme.
- Bob Hope und Bing Crosby drehten als Komikerduo zwischen 1940 und 1962 die Reihe der Comedy-„Road“-Filme (to Singapore, Zanzibar, Morocco, Utopia, Rio, Bali, Hong Kong).
- Elaine May und Mike Nichols waren ein erfolgreiches Comedy-Duo. 1960 hatten die beiden ein sensationelles Debüt am Broadway mit An Evening with Mike Nichols and Elaine May.
- Gene Wilder und Richard Pryor bildeten in den 1970er und 1980er Jahren eines der populärsten Komikerduos dieser Zeit. Sie traten in zahlreichen Filmen gemeinsam auf, wie Trans-Amerika-Express (Silver Streak, 1976) Zwei wahnsinnig starke Typen (Stir Crazy, 1980) oder Die Glücksjäger (See No Evil, Hear No Evil, 1989)[36]
- Walter Matthau und Jack Lemmon bildeten im amerikanischen Film eine überaus beliebte Kombination von Pessimist und Optimist und spielten in insgesamt zehn Filmen, oft unter der Regie von Billy Wilder, darunter in Der Glückspilz (1966), Ein seltsames Paar (1967), Extrablatt (1974) und Buddy Buddy (1981) und gelten manchen als „bestes Komikerpaar, das es je im Kino gab“.[37]
- Cheech und Chong ist ein Comedy- und Schauspielerduo, bestehend aus Tommy Chong und Cheech Marin, das in den 1970er- und 1980er-Jahren Hauptdarsteller der Cheech-und-Chong-Filmreihe war. Sie gelten als Pioniere des Stoner-Movie, eines Filmgenres, das vor allem durch eine komische und überzogene Darstellung des Cannabiskonsums definiert ist.
- Dan Aykroyd und John Belushi traten als „Blues Brothers“ in der NBC-Show Saturday Night Live erstmals 1977 auf und drehten 1980 den gleichnamigen Film Blues Brothers, in dem sie als Jake Blues, der gerade aus dem Gefängnis entlassen wurde, und sein Bruder Elwood eine wilde musikalische Verfolgungsjagd vom Zaun brechen, die zum Kult wurde.
- Statler und Waldorf, das Puppen-Duo aus der Muppet Show (1976–1981) lässt sich ebenfalls unter die Komikerduos einreihen. Die zwei älteren Herren sind Stammgäste der Show und beobachten das Geschehen von ihrer Loge aus. Jeden und alles kommentieren sie mit sarkastischen Äußerungen und benehmen sich so, als sei die Muppet Show das Allerletzte. Dank ihrer Sprüche – vor allem ihrer Schlussworte nach dem Abspann – erlangten sie Kultstatus und wurden zu den heimlichen Stars der Show.
- C-3PO und R2-D2, die Roboter in Star Wars (Krieg der Sterne) scheinen als „maschinelles Doppel menschlicher Figuren“ Komikerpaaren wie Laurel und Hardy oder Pat und Patachon nachgebildet.[38]
- Jay und Silent Bob sind zwei Drogendealer, die in diversen Filmen von Kevin Smith, der Silent Bob auch spielt, vorkommen.
- Harold & Kumar sind ein weiteres beliebtes Stoner-Duo des US-Kinos.
- Beavis und Butt-Head aus der gleichnamigen satirischen Zeichentrickserie, die in den 90er Jahren sehr erfolgreich war und ab 2010 einen Neuauflage erfuhr.
- Ernie und Bert sind zwei der bekanntesten und beliebtesten Figuren aus der Kindersendung Sesamstraße.

### Vereinigtes Königreich
Im Vereinigten Königreich, das traditionell für seinen besonderen Humor bekannt ist, haben komische Darsteller, sowohl als Einzel- als auch als Doppel-Acts, ebenfalls eine lange Tradition. Beispiele hierfür sind:
- Eric Morecambe bildete zusammen mit Ernie Wise das Duo Morecambe and Wise, das von 1941 bis 1984 aktiv und in Großbritannien außerordentlich erfolgreich war.
- "The Two Ronnies" war eine BBC-Sketch-Show mit Ronnie Barker und Ronnie Corbett, die 1971 bis 1987 auf BBC1 ausgestrahlt wurde.
- Sowohl John Cleese und Graham Chapman als auch Michael Palin und Terry Jones waren Autorenduos, die als Mitglieder der Komikergruppe Monty Python berühmt wurden.[39]
- Hugh Laurie und Stephen Fry bildeten von 1986 bis 1995 in der BBC-Sketch-Serie A Bit of Fry & Laurie ein erfolgreiches Comedy-Duo.
- Vic Reeves und Bob Mortimer bilden seit 1990 als "Vic and Bob" oder "Reeves and Mortimer" ein erfolgreiches Duo.
- Matt Lucas und David Walliams bilden ein Duo bei den BBC-Sketchreihen Little Britain und Come Fly with Me. Hierbei machen sie sich hauptsächlich über kleinkarierte Zeitgenossen lustig und parodieren deren Intoleranz gegenüber Randgruppen.
- Das britische Duo Mitchell and Webb, bestehend aus David Mitchell und Robert Webb, machte zusammen unter anderem die Comedy-Show That Mitchell and Webb Look und die Sitcom Peep Show.
- Die Briten Simon Pegg und Nick Frost stehen regelmäßig gemeinsam vor der Kamera, so z. B. in den Filmen der Blood-and-Ice-Cream-Trilogie, der Road-Trip-Komödie Paul und der Sitcom Spaced.

### Andere Länder
- Pat und Patachon (dänisch Fyrtårnet og Bivognen bzw. Fy og Bi) waren ein dänisches Komikerduo der Stummfilmzeit, bestehend aus Carl Schenstrøm und Harald Madsen, das zwischen 1921 und 1940 55 Filme drehte.[40] Übersetzt bedeutet ihr Name Leuchtturm und Anhänger. Der große, schlaksige Pat und der kleine, rundliche Patachon begeisterten durch ihre warmherzige Komik und traten als Landstreicher auf, die in zerrissenen und ein paar Nummern zu kleinen Kleidern herumliefen oder ein altes Stück Seil als Gurt benutzten. Die beiden feierten in ganz Europa Erfolge und wurden in Deutschland und Österreich als „Pat & Patachon“ berühmt, in Norwegen als „Telegrafstolpen og Tilhengeren“ (Telegrafenmast und Anhänger), in den Niederlanden als „Watt en Halfwatt“, in Frankreich als „Doublepatte et Patachon“, in Großbritannien als „Long & Short“ und in Schweden als „Fyrtornet och Släpvagnen“. Der sprichwörtliche Ausdruck „wie Pat und Patachon“ bezeichnet scherzhaft das ungeschickt wirkende Nebeneinander zweier Personen mit sehr verschiedenem Körperbau.
- Fernandel und Gino Cervi bildeten in den 1950er Jahren als Don Camillo und Peppone ein Komikerduo in den Filmen der italienischen Don-Camillo-und-Peppone-Reihe, wobei der schlagkräftige und schlitzohrige katholische Priester Don Camillo in ständigem Konflikt mit dem kommunistischen Bürgermeister Giuseppe Bottazzi, genannt Peppone, liegt, welche durch ihre gemeinsame Vergangenheit als Partisanen verbunden sind.[41]
- Franco & Ciccio war ein italienisches Komikerduo, in dem Franco Franchi der Part eines ungebildeten, zotigen Mannes aus dem Volk übernahm, während Ciccio Ingrassia ein aristokratischer, wohlerzogener Bürger war, der die durch Franchi ausgelösten Missgeschicke meist stoisch ertrug. In der Tradition der italienischen Burlesk-Komiker stehend, waren ihre Auftritte auch musikalischer und akrobatischer Natur.
- Bud Spencer und Terence Hill waren in zahlreichen italienischen Westernkomödien wie Die rechte und die linke Hand des Teufels (1970) und Vier Fäuste für ein Halleluja (1971) das erfolgreichste Film-Komikerduo der 1970er Jahre. Hill war der drahtige, trickreiche Charmeur, Spencer der dickköpfige, phlegmatische, aber gutherzige Charakter. Die beiden waren schlagkräftige Abenteurer, die sich durch flapsige Sprüche hervortaten. Die obligatorischen Prügelszenen waren unblutig und parodistisch überzeichnet. Während dieser Dekade traten die beiden zusammen in neun Filmen wie Zwei Himmelhunde auf dem Weg zur Hölle (1972), Zwei sind nicht zu bremsen (1978), Das Krokodil und sein Nilpferd (1979) oder Zwei bärenstarke Typen (1983) auf, die alle nach dem gleichen Erfolgsrezept hergestellt wurden und regelmäßig große Erfolge verbuchen konnten. Erst Mitte der 1980er Jahre hatte sich das Erfolgsrezept verbraucht. Nach einer zehnjährigen Pause waren die beiden Darsteller 1994 in „Die Troublemaker“ noch einmal gemeinsam auf der Leinwand zu sehen.
- Metin Akpınar und Zeki Alasya haben seit 1973 in 15 türkischen Filmen und zahlreichen Theater Projekten zusammen mitgespielt. Sie sind bis heute das erfolgreichste türkische Komikerpaar in der Türkei.
- Pierre Richard und Gérard Depardieu spielten als Komikerduo Anfang der 1980er Jahre insgesamt in drei Komödien, die zu Klassikern des modernen französischen Films geworden sind, wobei Richard den zerstreuten und stets Mitleid erregenden Normalbürger darstellte und Depardieu den grobschlächtiger Rüpel: Ein Tolpatsch kommt selten allein, Zwei irre Spaßvögel und Die Flüchtigen.[42]
- Downtown ist ein japanisches Comedy-Duo, bestehend aus Hitoshi Matsumoto (松本人志) und Masatoshi Hamada (浜田雅功, „Hama-chan“).
- Bård und Vegard Ylvisåker, auch bekannt als die Ylvis-Brüder oder Ylvis, sind zwei norwegische Komiker, die weltweit durch ihr Video "The Fox", das sie für ihre Talkshow "I kveld med Ylvis" gedreht hatten, bekannt wurden.
- Viktor Giacobbo und Mike Müller moderieren seit 2008 wöchentlich im Schweizer Fernsehen die Satiresendung Giacobbo/Müller als Late-Night-Show.
- Die Kanadier Kenneth Hotz und Spencer Rice wurden durch die Comedysendung Kenny vs. Spenny bekannt, die in deutschen Fernsehen als Elton vs. Simon mit Elton und Simon Gosejohann adaptiert wurde.

## Theater

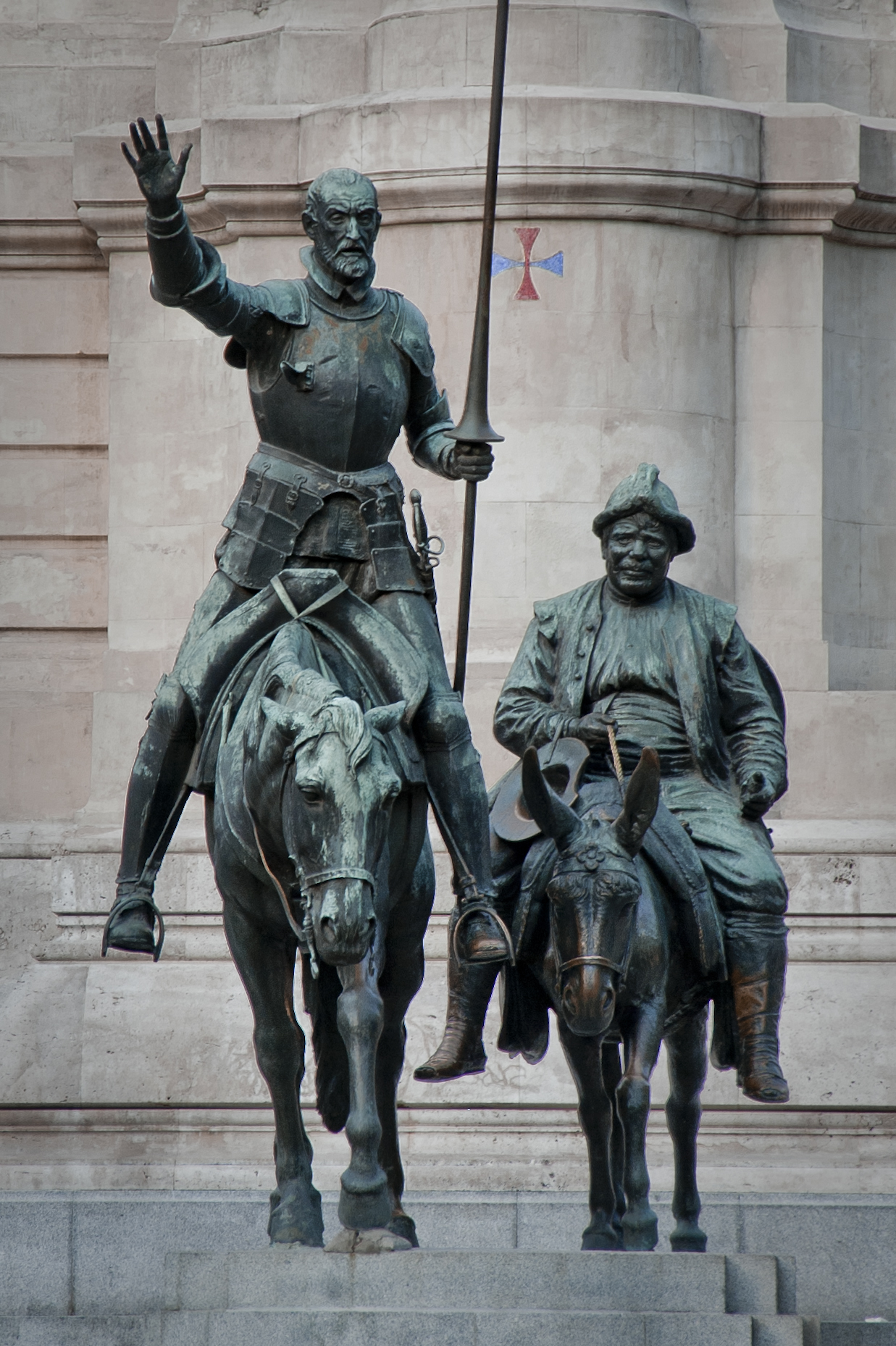
Don Quijote und Sancho Panza. Bronzefiguren am Denkmal für Cervantes (Hintergrund) in Madrid.

Sowohl in der klassischen als auch vor allem in der modernen Dramenliteratur treten oft Figurenpaare auf, die entweder von berühmten Komikerduos dargestellt werden oder deren Autor von einem bereits existierenden Komikerduo zu diesen Figuren inspiriert wurde. Oft unterscheiden sich die Figuren diametral in Aussehen, Charakter und Mentalität und werden daher auch von Schauspielern dargestellt, die diese Merkmale aufweisen und sie zu komischer Wirkung nutzen. Im Theater orientiert sich das Komikerduo am Aufeinandertreffen des Protagonisten und des Antagonisten im klassischen antiken griechischen Theater, deren Gegenübertreten eine dramatische Situation begründet. In der Folge entstehen Kampfsituationen zwischen Partnern mit gegenteiligem Interesse. Dies charakterisiert auch das Aufeinandertreffen komischer Figuren auf dem Theater, die – oft in feststehender Rollenverteilung – zu einem Komikerduo werden, sobald sie in ihren Eigenschaften Stereotype darstellen oder ergänzende/widersprüchliche Merkmale zu komischer Wirkung nutzen.
Die Dualität zwischen dem kleinen Dicken und dem großen Dünnen ist in der modernen Literatur seit dem Roman Don Quichote (1605–1615) von Miguel de Cervantes immer wieder zu finden. Die Hauptfigur Don Quijote, der „Ritter von der traurigen Gestalt“ und sein Diener Sancho Pansa (übersetzt „heiliger Bauch“) bilden ein Duo, das aus dem klassischen Konfiguration großer, hagerer Herr und kleiner, dicker Diener gebildet ist und zahlreichen Schauspielerpaaren Gelegenheit für komödiantische Glanzleistungen bot, wie im Film Pat & Patachon (1926), Fjodor Schaljapin/George Robey (1933), Nikolai Cherkasov/Yuri Tolubeyev (1957), Josef Meinrad/Roger Carel (1965), Jean Rochefort/Johnny Depp, John Lithgow/Bob Hoskins und Christoph Maria Herbst/Johann Hillmann sowie im Musical Der Mann von La Mancha Peter O’Toole/James Coco, Rex Harrison/Frank Finlay, Josef Meinrad/Fritz Muliar, Karlheinz Hackl/Robert Meyer und Jacques Brel/Dario Moreno.
Ein frühes Komikerpaar am Theater waren die Figuren des Arlecchino und Brighella in der Commedia dell’arte, die ihre Figuren mit jeweils festgelegten Typisierungen in Masken darstellten, wobei Arlecchino (Harlekin) in naiver Fröhlichkeit und Verfressenheit die Stimme des Volkes repräsentierte und Brighella dessen hinterhältiger Widerpart war. Die Verdopplung des Tölpels und das Aneinandergeraten der beiden bot die Möglichkeit zur Verstärkung des komischen Effekts. Diese Konstellation findet sich später in der Paarung Pierrot – Harlequin wieder, wobei Harlequin zum Alter Ego des Pierrot wurde, der dessen dunkle Seite verkörpert und zu seinem Doppelgänger wird, ja als „zwei Seiten einer einzelnen Seele“ sogar zu dessen „Bruder“. Arlecchino geht in den Stücken der Commedia dell’Arte auch komische Partnerschaften mit dem alten Geizhals Pantalone oder dessen Gegenspieler Dottore ein.
In William Shakespeares Stücken ist das Auftreten komischer Charaktere als Paar eine häufig benutzte Form, mit der die ernste Handlung von komischen Einlagen unterbrochen wird. Am berühmtesten sind die beiden Totengräber in Hamlet (die in der Fassung des Stückes von 1603 „Clowns“ heißen) und die sich wie in einem kabarettistischen Sketch über Tod und Vergänglichkeit unterhalten. In Shakespeares Was ihr wollt bilden Sir Tobias Rülp und der Ritter Bleichenwang ein berühmtes Paar. Auch die Trunkenbolde Trinculo und Stephano in „Der Sturm“ und die beiden Mörder in Richard III. treten als Komikerpaar auf. Letztere sind die Hauptfiguren in John von Düffels Komödie Shakespeare, Mörder, Pulp & Fiktion, wo sie als tölpelhafte Auftragskiller Pulp und Fiktion „mit der Leichtsinnigkeit zweier Clown-Figuren“ dem skurrilen Mörderduo Jules und Vincent (gespielt von John Travolta und Samuel L. Jackson) in Quentin Tarantinos Film Pulp Fiction nachgebildet sind.

Wenzel Scholz und Johann Nestroy als Nationalgardisten während der März-Revolution von 1848

Der Dichter und Schauspieler Johann Nestroy und sein Partner Wenzel Scholz waren ein berühmtes Duo des Wiener Vormärz, das vornehmlich in den Possen des Alt-Wiener Volkstheaters in den Wiener Vorstadttheatern auftrat. Nestroy war groß, schlank und hager, dessen Gestalt „beim Applaus in zwei Hälften zusammenknickte“, Scholz war untersetzt und hatte ein rundes, meist unbewegtes Gesicht mit flinken, munteren Augen und ein phlegmatisches Temperament, das in starkem Kontrast zu Nestroy stand, der mit einem Ton „vernichtenden Hohnes“ sprach. Ihren großen Erfolge entstanden dadurch, dass Nestroy viele Rollen sich und seinem Partner Scholz auf den Leib schrieb. Berühmt wurde ihr Zusammenspiel als Schuster Knierim und Schneider Zwirn in Der böse Geist Lumpazivagabundus (1833), als Friseur und Kleiderputzer in Das Haus der Temperamente (1837) als Millionär Herr von Lips und Schlosser Gluthammer in Der Zerrissene (1844) und als Sohn Wendelin und Vater Pfrim in Höllenangst (1849), aber auch etwa in Hutmacher und Strumpfwirker von Friedrich Hopp. Besonders neben Nestroys schneidender Ironie war die scheinbare Harmlosigkeit von Scholz unentbehrlich. „Johann Nestroy und Wenzel Scholz schienen sich in die Erbschaft des Hanswurst getheilt zu haben: alle Schärfe und Beweglichkeit fiel Nestroy zu, alles Breite und Behagliche kam auf Scholz. Nestroy musste sich seinen Erfolg stets erringen, Scholz hatte schon gewonnen, wenn er erschien. Scholz war ein Vertreter der zuständlichen, duldenden, Nestroy ein Repräsentant der thätigen, der angreifenden Komik“ (Ludwig Speidel).

### 20. Jahrhundert
Das berühmteste Komikerpaar des modernen Theaters sind die Figuren des Estragon und Wladimir in Samuel Becketts Warten auf Godot (1952), die als „metaphysische Clowns“, in ihrem Äußeren, in schwarzem Anzug mit dem „Chaplinhut“, der schwarzen Melone, als clowneske Landstreicher der Erscheinung von Charlie Chaplin nachgebildet sind und „wie ein auf den Hund gekommenes Komikerpaar“ an einem undefinierbaren Ort ihre Zeit damit verbringen, auf eine Person namens Godot zu warten, die sie nicht kennen, von der sie nichts Genaues wissen, nicht einmal, ob es sie überhaupt gibt. Die Dualität von Metaphysik und Clowns kennt viele Beispiele, Jean Anouilh nannte Warten auf Godot „Pascals ‚Gedanken‘ bei den Fratellini“ („Le sketch des Pensées de Pascal par les Fratellini“). Der Theaterhistoriker Pierre Temkine hat die beiden Verzweifelten als „zwei Juden auf der Flucht vor den Nazis“ zu erkennen geglaubt. Die Idealbesetzung für Warten auf Godot sah der Autor Samuel Beckett im Komikerduo Stan Laurel und Oliver Hardy, er hielt auch viel vom bayerischen „Komiker des Absurden“, Karl Valentin und seiner Partnerin Liesl Karlstadt. Berühmte Paarungen in diesen Rollen waren Ernst Schröder/Heinz Rühmann (1954, Münchner Kammerspiele, Regie: Fritz Kortner), Burgess Meredith/Zero Mostel, (1961, TV, Regie: Alan Schneider), Heinz Reincke/Kurt Sowinetz (1963, im Film, Regie: Rolf Hädrich), Horst Bollmann/Stefan Wigger (1975, Schillertheater Berlin, Regie: Samuel Beckett), Peter Lühr/Thomas Holtzmann (1984, Münchner Kammerspiele, Regie: George Tabori), Steve Martin/Robin Williams (1988, Lincoln Center, New York City) Traugott Buhre/Branko Samarovski (1991, Burgtheater Wien), Michael Maertens/Ernst Stötzner (2002, Bochumer Schauspielhaus), Ian McKellen/Patrick Stewart (2009, Theatre Royal Haymarket London) und Samuel Finzi/Wolfram Koch (2014, Deutsches Theater Berlin). In einer Inszenierung von Luc Bondy (1999, Théâtre Vidy Lausanne) erinnerte das Paar an den berühmten Film The Odd Couple ("Ein seltsames Paar") mit Jack Lemmon und Walter Matthau.
Beckett verwendete diese Duo-Konstruktion auch in seinem Theaterstück Endspiel (1956) und in seinem Roman Mercier und Camier (1946), den Otto Sander und Peter Fitz Anfang der 1980er Jahre als Duo für die Bühne bearbeiteten. Es schildert in absurder Komik die gemeinsame Reise zweier Chaplin-Tramps, die im Stil von Warten auf Godot nur mit einem Fahrrad, einem Regenschirm, einem Wettermantel und einem Sack ausgerüstet, eine Reise planen, in der sie aber nicht weit kommen.
Diese Konstellation hat auch Tom Stoppards Theaterstück „Rosenkranz und Güldenstern sind tot“ (1966) beeinflusst, in dem zwei Randfiguren aus Shakespeares „Hamlet“ (1602) als Laurel-und-Hardy-ähnliches Paar (Laurel und Hardy auf Acid) an Becketts Drama erinnern, zwei Männer, die sich so ähnlich sind wie fremd und die sich im Spiel des Hamlet ebenso verirren wie im Leben. Ihre philosophische Rhetorik ähnelt den Dialogen von Warten auf Godot. Im Film wurden die Figuren 1990 von Gary Oldman und Tim Roth dargestellt, deren „Wort-Tennis-Match“ Anleihen an die Doppelconference im Kabarett nahm.
Alfred Jarry verwendete das Bauprinzip der Clowns im Zirkus beim Ehepaar Ubu in seinem Klassiker des surrealen Theaters König Ubu (Uraufführung 1896). Fernando Arrabal schrieb: „Der Unglaubliche Ubu ist der hämorridale Stan Laurel getarnt als magersüchtiger Oliver Hardy.“ Samuel Finzi und Wolfram Koch waren 2008 an der Freien Volksbühne Berlin in diesen Rollen „ein Komikerpaar zum Niederknien“ und zitierten diese Konstellation als Moderatoren der „Faust“-Theaterpreisverleihung 2010 in einer Schlägerei mit Theaterblut und zerfetzten Hosen.
Karl Kraus bediente sich des Komikerpaares in seinem Monumentaldrama Die letzten Tage der Menschheit (1915–1922). Die Figuren des Nörglers und des Optimisten treten hier als satirische Kommentatoren auf und verwenden in der „Tradition des Comicpärchens“ (Hilde Haider-Pregler) Elemente aus der Unterhaltungskultur: Optimist (rundlich, klein), Nörgler (hager, groß). Sie wurden von Peter Lühr/Leonard Steckel, Karl Paryla/Hans Holt, Helmuth Lohner/Peter Weck oder Thomas Maurer/Florian Scheuba gespielt. Noch kabarettistischer begegnen sich im Stück die Figuren von „Abonnent“ und „Patriot“, fanatischen Zeitungslesern, die in ihren Dialogen dem Sketch und der Doppelconference im Kabarett gleichen. Sie wurden etwa von Otto Tausig/Ernst Waldbrunn oder Paulus Manker/Emmy Werner gespielt.
Sean O’Casey stellte 1937 in seiner burlesken Komödie Das Ende vom Anfang ein Slapstick-Paar auf die Bühne, das eine Kette von häuslichen Kleinkatastrophen auslöst, die an die Zerstörungsorgien aus Laurel und Hardys Filmen erinnern. Schauspieler wie Otto Sander/Wolf Redl, Heinz Werner Kraehkamp/Michael Altmann, Oliver Nägele/Michael von Au oder Branko Samarovski/Rolf Ludwig haben diese Tour de Force gespielt.
Neil Simon zeigte in seiner Broadway-Komödie Sonny Boys (1972) das alte Komikerduo Willie Clarke und Al Lewis, von dem der eine anspruchsvoll und cholerisch ist, der andere, sein früherer Varieté-Partner, ruhig und besonnen. Ebendieser Charakterzug bringt den anderen aber aus der Fassung und gefährdet ihr gemeinsames Wiederauftreten. Das Stück wurde 1975 mit Walter Matthau und George Burns (Oscar als Bester Nebendarsteller) als Die Sunny Boys verfilmt und bot eine ideale Vorlage für viele große Komikerpaare wie Harald Juhnke/Wolfgang Spier, Bernhard Minetti/Martin Held, Johannes Heesters/Carl-Heinz Schroth, Heinz Rühmann/Paul Verhoeven, Gerd Voss/Ignaz Kirchner, Werner Schneyder/Dieter Hildebrandt, Peter Striebeck/Ralf Schermuly, Otto Schenk/Helmuth Lohner, Harald Serafin/Peter Weck oder Dirk Stermann/Stefan Grissemann.
Botho Strauß verwendete das Komikerduo explizit in seinem Stück Der Narr und seine Frau heute Abend In Pancomedia in den beiden Varietékomikern Alfredo und Vittorio, für die Strauß „aus einem einzigen Antagonismus endlose existenzielle Sprachfechtereien zu konstruieren vermag“. Darsteller dieser Paarung waren in der Uraufführung Fritz Schediwy/Ernst Stötzner sowie später Christian Habicht/Rainer Philippi, Rudolf Wessely/Fred Stillkrauth und Robert Meyer/Branko Samarovski.
Gert Voss und Ignaz Kirchner traten am Wiener Burgtheater in zahlreichen Stücken als Duo auf, meist in den schwarzen Komödien von George Tabori (Goldberg-Variationen, 1991) oder in Neil Simons Die Sunshine Boys (2003), aber auch in Samuel Becketts Endspiel und in Jean Genets Die Zofen. Begonnen hatte ihr gemeinsames Auftreten in klassischen Stücken wie Shakespeares Der Kaufmann von Venedig (Shylock/Antonio) und Othello (Othello/Jago). „Wie Shylock und Antonio, wie Othello und Jago sind auch Mr. Jay und Goldberg ein sadomasochistisches Männerpaar – eine Kombination wie Herr und Knecht, Vater und Sohn, Laurel und Hardy.“ Voss bildete eine solche Komiker-Partnerschaft auch mit Branko Samarovski in Taboris Requiem für einen Spion (1993).